# Ilja Maso
Ilja Maso (Wageningen, 3 oktober 1943 - 4 mei 2011) was hoogleraar wetenschapstheorie aan de Universiteit voor Humanistiek te Utrecht. Hij was gespecialiseerd in kwalitatief onderzoek, empirisch fenomenologisch onderzoek, toeval, parapsychologie en de demarcatie tussen wetenschap en pseudo-wetenschap.
Maso studeerde sociologie aan de Universiteit van Amsterdam en promoveerde in Leiden op een proefschrift over etnomethodologie, Verklaren in het dagelijks leven: een inleiding in etnomethodologisch onderzoek (1984).
Maso was werkzaam bij de subfaculteit Sociologie van de Universiteit Leiden (1972-1988) en de vakgroep Sociologie van de Erasmus Universiteit Rotterdam (1988-1989). Van 1989 tot 2007 was hij hoogleraar aan de Universiteit voor Humanistiek te Utrecht. Van 1994 tot 2007 was Maso gedurende twee periodes rector van de Universiteit voor Humanistiek.
Tijdens zijn hoogleraarschap was hij gedurende enige tijd Honorary Visiting Lecturer aan de Universiteit of Wales College of Cardiff en gasthoogleraar aan de Katholieke Universiteit Leuven.

## Onderzoek
Maso heeft originele bijdragen geleverd aan de ontwikkeling van methoden voor de etnomethodologie (Verklaren in het dagelijks leven, 1985), voor kwalitatief onderzoek (Kwalitatief onderzoek, 1987, en Kwalitatief onderzoek: Praktijk en theorie, 1998) en voor de empirische fenomenologie (De rijkdom van ervaringen, 2004). Tegelijkertijd heeft hij als een van de weinigen het belang van de motieven van individuele onderzoekers benadrukt, zoals bijvoorbeeld in “The excellent researcher” (1994), “Necessary subjectivity” (2003) en “De wetenschappelijke houding als het streven naar voortreffelijkheid” (2008). In het boek Onsterfelijkheid: van twijfel naar zekerheid (2007) onderzoekt hij de filosofische argumenten die kunnen worden gegeven voor een leven na de dood. Op basis van deze argumentatie komt hij tot de conclusie er een leven na de dood moet bestaan. Dit is hem op felle kritiek vanuit humanistische kring komen te staan, met name door de vrijdenkersbeweging.